# Irlanda nos Jogos Olímpicos de Inverno de 2010

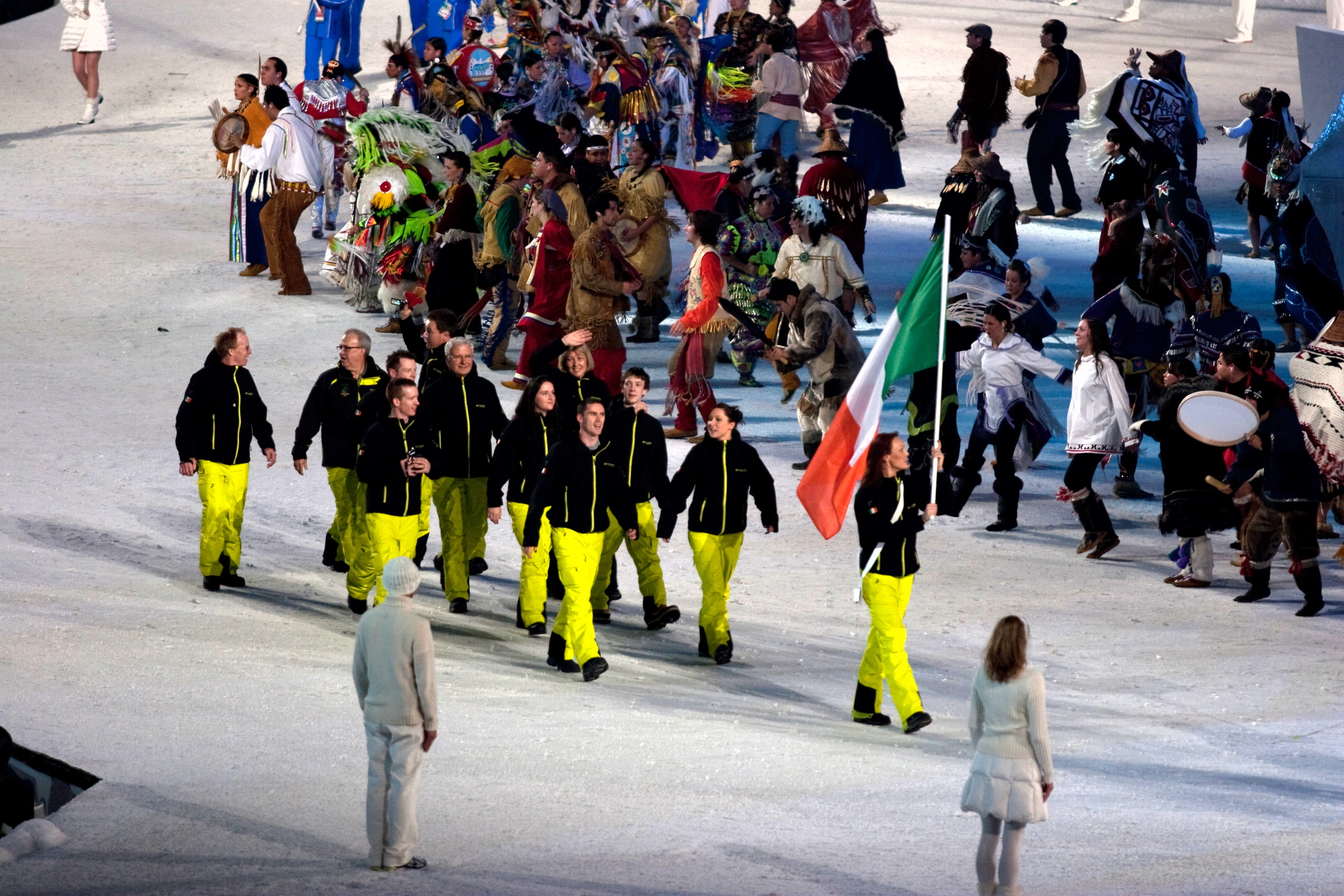
Delegação irlandesa durante a cerimônia de abertura.

A Irlanda participou dos Jogos Olímpicos de Inverno de 2010, realizados em de Vancouver, no Canadá. Foi a quinta aparição do país em Olimpíadas de Inverno.

## Desempenho

### Bobsleigh
Feminino
| Atleta                   | Evento | Final      | Final      | Final      | Final      | Final   | Final |
| Atleta                   | Evento | 1ª corrida | 2ª corrida | 3ª corrida | 4ª corrida | Total   | Pos.  |
| ------------------------ | ------ | ---------- | ---------- | ---------- | ---------- | ------- | ----- |
| Claire Bergin Aoife Hoey | Duplas | 55.04      | 54.49      | 54.73      | 54.58      | 3:38.84 | 17º   |

### Esqui alpino
Feminino
| Atleta          | Evento         | Corrida 1 | Corrida 2 | Total   | Pos. |
| --------------- | -------------- | --------- | --------- | ------- | ---- |
| Kirsten McGarry | Slalom         | DSQ       | DSQ       | DSQ     | DSQ  |
| Kirsten McGarry | Slalom gigante | 1:24.28   | 1:20.92   | 2:45.20 | 50º  |

Masculino
| Atleta         | Evento | Corrida 1 | Corrida 2 | Total   | Pos. |
| -------------- | ------ | --------- | --------- | ------- | ---- |
| Shane O'Connor | Slalom | 1:00.83   | 1:04.31   | 2:05.14 | 45º  |

### Esqui cross-country
Masculino
| Atleta             | Evento      | Final   | Final |
| Atleta             | Evento      | Total   | Pos.  |
| ------------------ | ----------- | ------- | ----- |
| Peter-James Barron | 15 km livre | 43:50.4 | 91º   |

### Skeleton
| Atleta          | Evento    | Corrida 1 | Corrida 2 | Corrida 3 | Corrida 4 | Total   | Pos. |
| --------------- | --------- | --------- | --------- | --------- | --------- | ------- | ---- |
| Patrick Shannon | Masculino | 55.18     | 55.20     | 54.60     | –         | 2:44.98 | 25º  |

Legenda
| Recorde mundial      | Recorde mundial (World record)               |                       | Recorde africano                      | Recorde africano (African) |                                           | Q | Classificado por posição (Qualified) |
| Recorde olímpico     | Recorde olímpico (Olympic record)            | Recorde da América    | Recorde da América (Americas)         | q                          | Classificado por melhor tempo (Qualified) |   |                                      |
| Melhor marca do ano  | Melhor marca do ano (World leading)          | Recorde asiático      | Recorde asiático (Asian)              | DNS                        | Não largou (Did not start)                |   |                                      |
| Recorde nacional     | Recorde nacional (National record)           | Recorde europeu       | Recorde europeu (European)            | DNF                        | Não terminou (Did not finish)             |   |                                      |
| Recorde pessoal      | Recorde pessoal do atleta (Personal best)    | Recorde da Oceania    | Recorde da Oceania (Oceania)          | DSQ / DQ                   | Desclassificado (Disqualified)            |   |                                      |
| Recorde da temporada | Recorde da temporada do atleta (Season best) | Recorde sul-americano | Recorde sul-americano (South America) | NM                         | Sem marca (No mark)                       |   |                                      |